# La Marianna la va in campagna
La Marianna la va in campagna è l'ottava storia a fumetti di Valentina, celebre personaggio creato da Guido Crepax. Segue le vicende de La forza di gravità e Valentina con gli stivali, concludendo la trilogia delle Fiabe robotiche. La prima versione della storia è stata pubblicata con il titolo Krazy Valentina.

## Trama
Valentina è in vacanza in Versilia, insieme al suo gatto-robot. Un giorno, di ritorno dalla spiaggia, scopre che una signora inglese ha investito con la macchina il gatto. Sul posto, trova un pezzo della sonda robotica (dal quale riceve una scossa), mentre un altro frammento viene mangiato da un topo. Con il ritorno di Philip dalla Russia, Valentina inizia a manifestare comportamenti felini. La sera, il topo, avendo assimilato l'intelligenza del robot, attua un piano diabolico, causando un incidente a Philip e intrappolando Valentina.
Nel frattempo gli scienziati alieni che controllano la sonda decidono di creare Marianna, un nuovo clone basato su Valentina, ma con tratti dei cloni precedenti. Marianna salva Valentina dal topo e, al ritorno di Philip dall'ospedale, si presenta come sua collaboratrice. Marianna assume gli atteggiamenti felini che Valentina perde, e manifesta i ricordi d'infanzia di Valentina. Scambiata per Valentina dalla signora inglese, Marianna la uccide investendola con la sua macchina.
Nel giardino di casa, Valentina e Philip scoprono degli spaventapasseri che li rappresentano, creati da Marianna. Valentina inizia a provare gelosia per lei, a causa della loro somiglianza. Infine Marianna medita di eliminare Valentina (proprio come Martha aveva fatto con Zelda ne La forza di gravità). Dopo aver distrutto una bambola simile a Valentina, Marianna decide invece di morire entrando in mare e dissolvendosi in spuma come la Sirenetta.

## Personaggi

### Valentina Rosselli
Fotografa milanese, in questo episodio si riunisce a Philip (dopo la parentesi con Arno) ed è coinvolta nell'ultima avventura riguardante la sonda aliena.

### Philip Rembrandt
Philip, conclusa la breve relazione con Annuška, torna dalla Russia per ricongiungersi con Valentina.

### Marianna / Sonda spazialeNebulosa-3015
Marianna, l'ultima versione della sonda robotica, è un clone di Valentina con caratteristiche dei corpi precedenti: l'altezza di Zelda, la carnagione scura del giardiniere e i capelli lunghissimi, come la coda di un gatto. Rispetto ai cloni precedenti, determinati ad eliminare Valentina, Marianna si affeziona a lei e a Philip, ed è combattuta al punto che alla fine preferisce morire piuttosto che portare a termine la sua missione.

## Curiosità
- La vicenda si svolge ai Ronchi, località della Versilia dove Crepax era solito passare le vacanze estive con la famiglia.

## Pubblicazioni
- ALI BABA (intitolata Krazy Valentina) dicembre 1968[1]
- Valentina speciale giugno 1969
- Milano Libri (Valentina con gli stivali) ottobre 1970
- RCS (Volume 3) 2007
- Salani (Fiabe robotiche) 2010
- Mondadori (Volume 20) 2015